# Kirchdorf am Inn (Ausztria)
Kirchdorf am Inn osztrák község Felső-Ausztria Riedi járásában. 2021 januárjában 645 lakosa volt.

## Elhelyezkedése

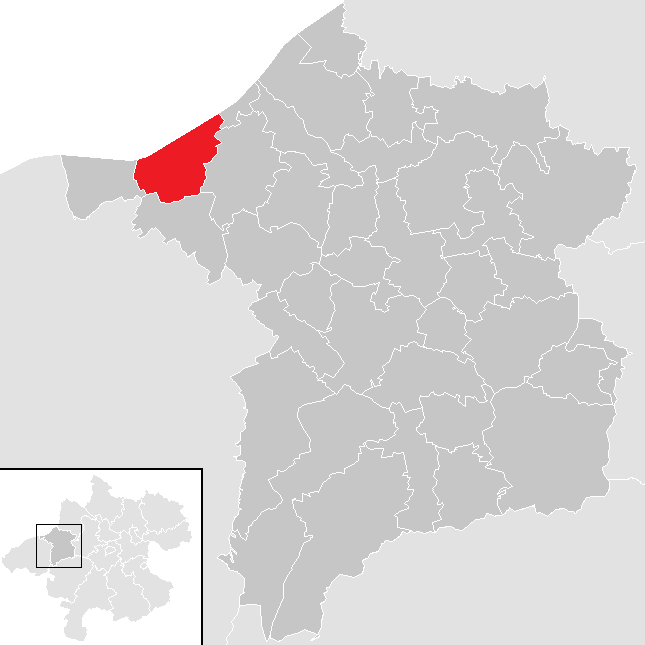
Kirchdorf am Inn a Ried im Innkreis-i járásban

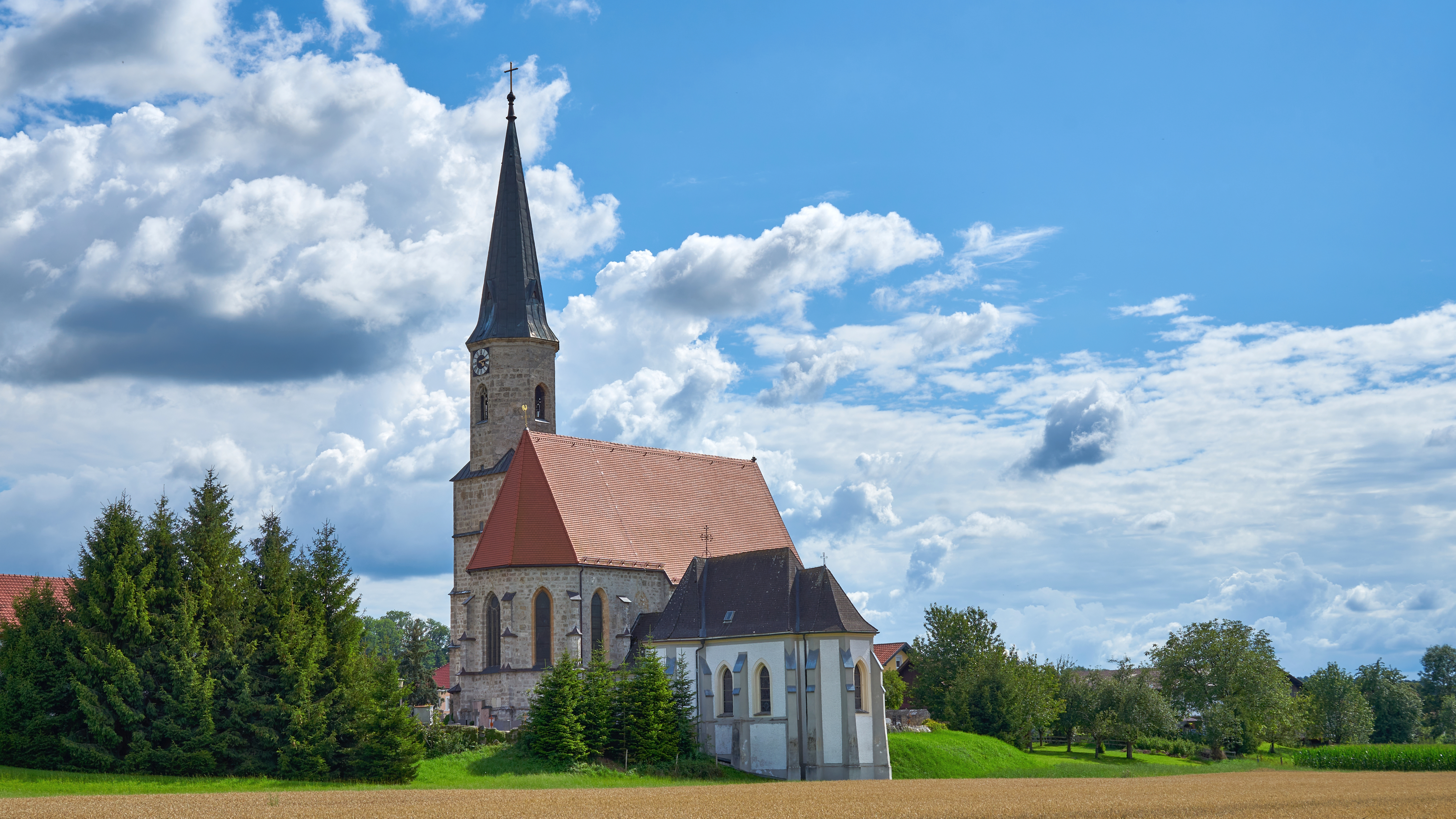
A Mária mennybevétele-plébániatemplom

Kirchdorf am Inn a tartomány Innviertel régiójában fekszik, az Inn jobb partján, a német határ mentén. Területének 8,8%-a erdő, 63% áll mezőgazdasági művelés alatt. Az önkormányzat 7 települést, illetve településrészt egyesít: Graben (68 lakos 2021-ben), Katzenberg (128), Katzenbergleithen (31), Kirchdorf am Inn (251), Pirath (56), Simetsham (40) és Ufer (71).
A környező önkormányzatok: északkeletre Obernberg am Inn, keletre Sankt Georgen bei Obernberg am Inn, délre Geinberg, nyugatra Mühlheim am Inn, északra Bad Füssing (Németország).

## Története
Graben várát 1160-ban említik először és az Ortenburg nemzetség birtokolta. Vitába keveredtek a passaui püspökkel és amikor a rablólovag Ortenburgok kifosztották az egyház birtokait, míg a püspök szentföldi zarándoklaton volt, a főpap visszatérése után lerombolta a grabeni várat, amely később sem épült újjá.
Katzenberg vára 1196-ban szerepel először az írott forrásokban, mint a passaui püspök tulajdona. Az uradalmat hűbéresek igazgatták, 1300-tól a Mautnerek, majd utolsó képviselőjük, Hans Mautner zu Katzenberg 1525-ös halála után a Schwarzensteinerek örökölték meg. 1595-ben Hans Wolf Schwarzensteiner halála után veje, Burkhard von Taufkirchen gróf örökölte a várat, amelyet kastéllyá alakított át. A kastélyt a 17. században barokkizálták. A 19. században és a 20. század elején a kastély többször gazdát cserélt, míg 1931-ben a Steinbrenner család vásárolta meg; máig az ő tulajdonukban van.

## Lakosság
A Kirchdorf am Inn-i önkormányzat területén 2021 januárjában 645 fő élt. A lakosságszám 1951 óta 600-700 körül stagnál. 2019-ben az ittlakók 88,3%-a volt osztrák állampolgár; a külföldiek közül 7,4% a régi (2004 előtti), 2,2% az új EU-tagállamokból érkezett. 1,5% az egykori Jugoszlávia (Szlovénia és Horvátország nélkül) vagy Törökország, 0,6% egyéb országok polgára volt. 2001-ben a lakosok 94%-a római katolikusnak, 1,4% evangélikusnak, 4% pedig felekezeten kívülinek vallotta magát. Ugyanekkor egy magyar élt a községben; a legnagyobb nemzetiségi csoportot a németek (98,9%) mellett a csehek alkották 0,5%-kal (3 fő).
A népesség változása:

| 2016 | 621 |
| 2018 | 636 |

## Látnivalók
- a katzenbergi kastély
- a Mária mennybevétele-plébániatemplom

## Fordítás
- Ez a szócikk részben vagy egészben  a   Kirchdorf am Inn (Oberösterreich) című német Wikipédia-szócikk ezen változatának fordításán alapul.  Az eredeti cikk szerkesztőit annak laptörténete sorolja fel. Ez a jelzés csupán a megfogalmazás eredetét és a szerzői jogokat jelzi, nem szolgál a cikkben szereplő információk forrásmegjelöléseként.